# Discours du 3 octobre 2017
Le message institutionnel de Sa Majesté le Roi du 3 octobre 2017 (en espagnol : Mensaje institucional de Su Majestad el Rey) communément appelé Discours du 3 octobre, est un discours télévisé du Roi d'Espagne, Felipe VI, diffusé en direct par les médias Espagnols et dans la plupart des pays étranger, le 3 octobre 2017 à 21h00. L’allocution de Felipe VI fait suite à la tenue d’un référendum sur l'indépendance de la Catalogne du 1er octobre 2017. Il s'agissait d'un référendum d'autodétermination, convoqué par le gouvernement de Catalogne, suspendu par le Tribunal constitutionnel le 7 septembre 2017 et finalement tenue irrégulièrement dans la communauté autonome espagnole de Catalogne le 1er octobre 2017.
Il s'agit de la cinquième allocution institutionnel extraordinaire d'un monarque espagnol adressé à la nation depuis 1975. Les occasions précédentes se sont produites dans la nuit du 23 au 24 février 1981, date de la tentative de coup d'État de 1981; le 11 mars 2004, en raison des attentats qui ont frappé Madrid ce jour-là ; le 23 mars 2014, en raison du décès de l'ancien président Adolfo Suárez, et le 2 juin 2014, lors de l'Abdication de Juan Carlos Ier.

## Contexte
Le 6 septembre 2017, le Parlement de Catalogne approuve la convocation d'un référendum contraignant sur l'indépendance de la Catalogne, après le vote favorable des parlementaires de Junts pel Sí et de la CUP. Les partis d'opposition ont refusé de voter pour ladite loi, sauf Catalunya Sí que es Pot, qui s'est abstenu. Selon les dispositions de ladite loi, l'indépendance serait proclamée deux jours après la publication des résultats officiels si le « oui » obtenait plus de voix que le « non », sans exiger un minimum de participation.
Le 7 septembre 2017, la tribunal constitutionnel suspend provisoirement la loi référendaire et averti les 948 maires catalans et membres de la Généralité qu'ils ne devaient pas participer à l'organisation du référendum. De même, le Parquet général de l'État a présenté une plainte pour désobéissance à la tribunal constitutionnel pour falsification et détournement de fonds publics contre la présidente du Parlement, contre les membres du parlement régional catalans qui ont voté en faveur du projet de loi référendaire, contre le président de la Generalitat et contre tous les membres du gouvernement régional catalan.
Malgré sa suspension par la tribunal constitutionnel, le référendum s'est tenu -sans aucune garantie légale- le 1er octobre 2017, obtenant, selon la Generalitat de Catalogne, 90 % des voix en faveur de l'indépendance avec 43 % de participation. Les résultats ont été largement remis en cause à la fois en raison des irrégularités détectées au cours du processus et du manque de transparence par un organe indépendant.
Felipe VI, Roi d'Espagne depuis le 18 juin 2014, en accord avec le gouvernement Rajoy et après consultation des différents chefs de partis espagnol, décide de s’adresser aux Espagnols à 21h00 le mardi 3 octobre, une décision qui a été rendue publique à 18h25 la même journée. Il est à signaler, que ni Rajoy, ni aucun membre de son gouvernement, n’ont fait de déclarations publique depuis le dimanche 1er octobre 2017.

## Contenu
Felipe VI prononce son discours depuis son bureau du palais de la Zarzuela, devant un portrait de Charles III et à ses côtés, les drapeaux de l'Espagne et de l'Union européenne. Il commence par reconnaître l'extraordinaire gravité du moment et condamne « l'inadmissible déloyauté envers les pouvoirs de l'État » de Puigdemont et de ses conseillers. Il poursuit en dénonçant la faillite des principes démocratiques qui doivent régir tout État de droit, « sapant l'harmonie et la coexistence dans la société catalane elle-même, malheureusement même en la divisant ». Face au danger de sécession, le roi a exhorté la classe politique à assurer l'ordre constitutionnel, le bon fonctionnement des institutions et la validité du statut d'autonomie de la région conformément à la Constitution. Il signale sans détour que les autorités catalanes se sont mises en marge de la loi et de la démocratie, aboutissant à une privatisation inacceptable des institutions historiques de la Catalogne.
Dans l'une des phrases les plus importantes de son discours, le monarque a dénoncé les politiciens indépendantistes avaient "tenté de briser l'unité de l'Espagne et la souveraineté nationale, qui est le droit de tous les Espagnols de décider démocratiquement de leur vie en commun". Il a également mis en garde contre le risque posé par "leur comportement irresponsable" pour la stabilité économique et sociale de la Catalogne et de l'ensemble de l'Espagne.
Une partie du discours s’adresse particulièrement aux citoyens abstentionnistes  “Je sais très bien qu'en Catalogne il y a aussi beaucoup d'inquiétude et une grande préoccupation quant au comportement des autorités autonomes. A ceux qui le ressentent ainsi, je leur dis qu'ils ne sont pas seuls et qu'ils ne le seront plus ; qu’ils ont tout le soutien et la solidarité du reste des Espagnols, et la garantie absolue de notre État de droit. » Il a également souligné les clés nécessaires au fonctionnement de l'État de droit : « Nous vivons dans un État démocratique qui offre à chacun des moyens constitutionnels de défendre ses idées dans le respect du droit. Car, comme nous le savons tous, sans ce respect, il n'y a pas de coexistence démocratique possible dans la paix et la liberté, ni en Catalogne, ni dans le reste de l'Espagne, ni nulle part dans le monde ». Il a rappelé aux Espagnols dans leur ensemble qu'en Espagne les principes démocratiques sont forts "parce qu'ils sont fondés sur le désir de millions et de millions d'Espagnols de vivre ensemble dans la paix et la liberté". Il a terminé en soulignant l'engagement de la Couronne envers la Constitution et la démocratie, son engagement personnel envers l'unité et la permanence de l'Espagne, et son dévouement à la compréhension et à l'harmonie entre les Espagnols.

## Analyse
Selon le journaliste Francisco Grau Carbonell, professeur d’art oratoire et de communication, le contenu du discours met en évidence la défense de l’unité de l’Espagne, de la constitution et la déloyauté des membres de l’exécutif catalans impliquées dans projet de sécession. Le texte est serré, avec des mots mesurés mais puissants et des phrases aux idées claires, sans périphrase ni circonlocutions, ni digressions inutiles. De cette façon, le message du roi, en plus d’être clair et facile à comprendre, ne laisse pas beaucoup de place à l’interprétation. Sa lecture a été interrompue, réussissant à transmettre la transcendance et la gravité avec des pauses soutenues après quelques phrases. Selon cet expert, l’expressivité de Felipe VI était contenue, voire quelque peu rare, malgré le contexte institutionnel de ce discours. Selon lui, sa durée était très adéquate, six minutes, suffisamment de temps pour présenter les idées les plus importantes sans s’éterniser. Pour Francisco Grau, le roi a réussi à transmettre la fermeté et la sollicitude dans ses gestes, en surmontant les limites causées par le fait de s’adresser aux spectateurs assis et derrière une table.
Toutes les télévisions espagnol ont reliées le discours du roi, qui regroupa 12,5 millions de téléspectateurs soit 76,7 % de l'ensemble des espagnols. Son impact a été maximal, tant à la télévision et à la radio espagnoles que dans les médias internationaux qui l’ont suivie en direct,.

## Épilogue
Le 10 octobre, Carles Puigdemont proclame l'indépendance de la Catalogne, mais en suspend les effets « ]pour entamer un dialogue afin de parvenir à une solution concertée pour faire avancer les revendications du peuple catalan ». Parallèlement, Mariano Rajoy obtint le soutien du Sénat pour l'invocation de l'article 155, pour dissoudre le conseil exécutif de Catalogne et le Parlement de Catalogne et convoqué des élections régionales le 21 décembre 2017. A ce jour, aucun pays n'a reconnu la légitimité de la déclaration d'indépendance catalane.

## Référence
- « Texte PDF du Discours du Roi en Français » (consulté le 31 mai 2022)

- (es) Cet article est partiellement ou en totalité issu de l’article de Wikipédia en espagnol intitulé « Discurso del 3 de octubre de 2017 » (voir la liste des auteurs).

1. ↑  (es) « prohíbe el referéndum y apercibe a un millar de cargos políticos. Noticias de España », El Confidencial,‎ 7 septembre 2017 (lire en ligne, consulté le 4 octobre 2017)
2. ↑  Pichel Mar, « Por qué el discurso del rey Felipe VI sobre el referéndum por la independencia de Cataluña muestra la gravedad de la crisis que vive España », BBC News,‎ 25 juillet 2020 (lire en ligne, consulté le 4 octobre 2020)
3. 1 2  (es) Piña Raúl, « El Rey emplaza a los "poderes del Estado" a acabar con la "deslealtad inadmisible" de la Generalitat », El Mundo,‎ 25 juillet 2020 (lire en ligne, consulté le 4 octobre 2020)
4. ↑  Paco Grau, « analisis formal del discurso de felipe vi », valencia plaza,‎ 4 octobre 2017 (lire en ligne, consulté le 29 septembre 2024).
5. ↑  (en-GB) Jones, « King Felipe: Catalonia's authorities have 'scorned' all Spaniards with referendum », The Guardian,‎ 4 octobre 2017 (ISSN 0261-3077, lire en ligne, consulté le 29 septembre 2024)
6. ↑  « King of Spain’s emergency speech takes him to political front line », sur www.ft.com (consulté le 29 septembre 2024)